# Tabebuia elongata
Tabebuia elongata là một loài thực vật thuộc họ Bignoniaceae. Đây là loài đặc hữu của Cuba.